# 野村昭嘉
野村 昭嘉（のむら あきよし、1964年12月14日 - 1991年3月16日）は、日本の画家。

## 経歴
佐賀県佐賀郡諸富町出身。佐賀北高校卒業後、1983年4月に上京、立川美術学院入学。1986年4月からは「美学校・絵画教場」に学び、1988年4月より東京芸術専門学校に転じ、絵画の制作に本格的に取り組む。同年9月、JACA'88日本イラストレーション展で銅賞を受賞、同9月、個展開催（ギャラリー・アルファ）、1989年6月、第5回コンテンポラリーアートエキスポ東京89で金賞を受賞,1990年11月、第14回九州青年美術公募展で奨励賞受賞。
1991年3月16日、東京都立川市の下宿にいたところ、近隣のビル新築工事現場で重さ100トン、高さ30mの杭打ち機が倒れた際にアパートと共に下敷きになり、同日9時30分に死去。26歳だった。事故を報じた新聞記事における肩書は「フリーアルバイター」であった。

### 死後
美術予備校で同級生だった西原理恵子は早くからその才能を認めていた一人で、社会的には芸術家と認められないまま死んだ野村を追悼するエッセイ「死んだのはひとりの芸術家でした」をサンデー毎日に発表した（エッセイ集『怒濤の虫』収録）。
ちなみに、佐賀新聞の1991年3月17日付記事「くい打ち機倒れ2人死亡 東京・立川市」では「現在、フリーのイラストレーター」と記載されているが、親族によれば「本来やりたくないイラストの仕事をしながら」（内外タイムス1991年6月11日「悠悠ライフ 野村昭嘉回顧展」）画家になるべく絵を描いていたという。
工事現場に破損し、散乱した絵や制作ノートなどは友人たちの手で一つ一つ、一点一点、拾い集められた。同年6月には、西原理恵子や栗原創ら友人たちの尽力で、杭打機による破損を逃れた遺作や友人が応急的に修復した作品によって、銀座のギャラリーFUMI（遺作23点とも24点とも）で、1992年7月には、島本慶・大宅加寿子が運営する赤坂のギャラリーLA CAMERAで「回顧展」が開催された。その間、杭打機によって大破した19作品については、小谷野匡子の絵画保存研究所が3年がかりでオリジナルの状態に復する修復作業にあたった。
1993年9月、島本慶・大宅加寿子・絵画保存研究所らの野村昭嘉作品集刊行委員会によって『野村昭嘉 作品集』（Libro）が刊行されたのに引き続き、翌1994年12月、目黒区美術館にて「追悼・野村昭嘉 化石化された＜太古・20世紀・未来＞」展が開催された。同展には修復された19点を含む、ほとんどの遺作52点のほか、デッサン、ペン画、水彩画、試作なども展示された。
その後、修復作品を含む主要遺作30点は、遺族より、佐賀県立美術館に寄贈され、同館所蔵となる。
2005年には郷里の佐賀大学の大学院生が作品と技法について修士論文にまとめ、2006年4月には佐賀県立美術館での「美術館コレクション展」として「野村昭嘉展」が開催された。
2011年、平塚市美術館、下関市立美術館、足利市立美術館、碧南市藤井達吉現代美術館など4館が企画した巡回展「画家たちの二十歳の原点」展に、『（題不詳）』『雲の製造（１）』『雲の製造（２）』の3点が出品された。
また、2012年1月、佐賀県立美術館での「美術館コレクション展 野村昭嘉」展における所蔵全30点の展示に引き続き、翌年年9月にも、「佐賀県立美術館開館30周年記念佐賀県立美術館コレクション展 Sewson2」の一企画として「夭折の画家 野村昭嘉展が開催された。同展では既所蔵の遺作30点に加え、遺族から新たに寄贈された水彩画、構想ノートなども公開され、その画業の全貌が明らかにされた。また、その後の制作を「想像せざるを得ない」とする山口洋三（福岡市美術館学芸員）のような美術関係者の理解もなされている（下記参考文献参照）。